# Дирдира Віталій Федорович
Віта́лій Фе́дорович Дирди́ра (4 листопада 1938, Мельниківка, Смілянський район, Черкаська область, УССР — 6 грудня 2024) — український яхтсмен, олімпійський чемпіон.

## З життєпису
Тренувався у Києві, в товаристві «Водник».
Золоту олімпійську медаль Віталій Дирдира здобув у парі з Валентином Манкіним на мюнхенській Олімпіаді в класі «Темпест».